# 福住屋いくえ
福住屋 いくえ（ふじや いくえ、2月10日 - ）は、日本の女性声優。神奈川県出身。血液型はO型。アーティストクルー所属。
旧芸名は牧野 郁恵（まきの いくえ）で、2023年1月30日より祖父母の屋号の字を使用した現芸名に改名した。

## 出演

### ナレーション
- 帝人（商品ナレーション）
- 楽天インシュアランス（自動音声ガイダンス）
- 楽天コミュニケーションズ（自動音声ガイダンス）
- 埼玉新都市交通伊奈線・ニューシャトル（構内アナウンス）

### ゲーム
- PCゲーム　「吹奏ガールズ」「吹奏ガールズ2」（レイラ・フロスト）

### アプリ
- ファンタジースクワッド（ジャネット）
- ブレイブダイアリー（ブラックスパイ/ナイトドラコ/他多数）
- バトって！オトギ戦争（リャナンシー）
- 軍神召喚アークナイツ（グレイプニル/サマエル）
- 声優+plus（新人声優枠）
- α＋アストロ娘（2キャラ担当）

### アニメ
- くっつきぼし イベント・生アフレコ

### ラジオ
※はインターネット配信。
- アーティストクルーのトレジャーラジオ（2017年 - 、市川うららFM）

### デジタルコミック
- エリート上司の過保護な独占愛（2020年、本城紗衣[2]）